# Kongres Republiki
Kongres Republiki (arab. al-Mu’tamar min ajl il-Jumhūriyyah, CPR) – tunezyjska centrolewicowa i sekularystyczna partia polityczna. Zdelegalizowana w latach 2002-2011. 

## Historia

### Powstanie partii
Partia została założona 25 lipca 2001 roku przez grupę 31 intelektualistów i działaczy na rzecz praw człowieka. W deklaracji ideowej partia domagała się republikańskiej formy rządów, sekularyzacji, przestrzegania praw człowieka, wolności słowa i wolnych wyborów. Na arenie międzynarodowej deklarowała wsparcie dla niepodległości Palestyny i poprawę stosunków z krajami Unii Europejskiej. Już w 2002 roku partia została zdelegalizowana przez reżim Ben Alego.

### 2011
Partia była aktywna od samego początku wybuchu antyrządowych zamieszek. Po obaleniu prezydenta wzięła udział w pierwszych wolnych wyborach, zdobywając 8,7 procent poparcia i 29 mandatów. Prezydentem kraju został lider ugrupowania Al-Munsif al-Marzuki.